# 87. vestlige længdekreds
Den 87. vestlige længdekreds (eller 87 grader vestlig længde) er en længdekreds, der ligger 87 grader vest for nulmeridianen. Den løber gennem Ishavet, Nordamerika, Caribien, Mellemamerika, Stillehavet, det Sydlige Ishav og Antarktis.